# 燃氣
燃氣是可用作燃料的氣體，可指：
- 石油氣
- 煤氣
- 天然氣
- 可燃气体
- 合成氣
- 木煤氣
- 生物氣體

雖然「石油氣」很多時俗稱「煤氣」（例如「煤氣瓶」其實指液化石油氣瓶），但兩者成份不同，爐具並不通用。

## 另見
- 可燃性